# Broad Oak, Wealden
Broad Oak är en by i Wealden i East Sussex i England. Byn är belägen 22,6 km 
från Lewes. Orten har 1 155 invånare (2015).